# Drona
Drona – indyjski film akcji z elementami fantastyki. W rolach głównych  Abhishek Bachchan, Priyanka Chopra, Kay Kay Menon i Jaya Bhaduri. Film powstał w 2008 roku w Pradze, w stanie Maharasztra, Radżastan (m.in w mieście Bikaner) i Namibii. W filmie pokazano indyjską sztukę walki (Kalaripayat z południa Indii, z rejonów malajalam, Chhau z Zachodniego Bengalu, Gatka sikhów) i walkę na miecze. Film spotkał się z niepowodzeniem i został odrzucony przez krytyków i widzów.

## Obsada
- Abhishek Bachchan – Aditya/Drona
- Priyanka Chopra – Sonia
- Kay Kay Menon – Riz Raizada
- Jaya Bhaduri – królowa Jayanti

## Muzyka i piosenki
Autorem muzyki jest Dhruv Ghanekar, który skomponował muzykę do Bombay Boys.
1. Khushi - Shaan, Suzzane D'mello, Francois Castellino, Dean i Sunaina Gupta
2. Oop Oop Cha -  Sunidhi Chauhan, Nandini Shrikar
3. Nanhe Nanhe - Sadhna Sargam, Nandini Shrikar
4. Drona - Dhruv Ghanekar
5. Bandagi - Roop Kumar Rathod, Sunidhi Chauhan
6. Drona - Sunidhi Chauhan